# Prelog (ville)
Pour les articles homonymes, voir Prelog.
Prelog est une ville et une municipalité située dans le comitat de Međimurje, en Croatie. Au recensement de 2001, la municipalité comptait 7 871 habitants, dont 98,31 % de Croates et la ville seule comptait 4 288 habitants.

## Histoire
Le nom de Prelog est mentionné pour la première fois en 1264.
Depuis le Traité de Karlowitz (1699) jusqu'en 1918, la région de la Mur (Comitat de Međimurje) fait partie de la monarchie autrichienne (empire d'Autriche), province de Croatie-Slavonie puis du Royaume de Hongrie (Transleithanie) après le compromis de 1867. 
Un bureau de poste est ouvert en avril 1857.

## Localités
La municipalité de Prelog compte 8 localités :
- Cirkovljan
- Čehovec
- Čukovec
- Draškovec
- Hemuševec
- Oporovec
- Otok
- Prelog